# Буги
Бу́ги, бугі́си (самоназва Suku Bugis) — одна з найбільших етнічних груп Південного Сулавесі, третього за розміром острову Індонезії.  

## Територія проживання, чисельність, мова і релігія
Разом зі спорідненими макасарами населяють південно-західну частину острова Сулавесі (Індонезія). Також живуть на сході Калімантану, невелика община в Сингапурі.  
Чисельність бугісів в Індонезії — понад 4 млн осіб, у Малайзії — 0,73 млн осіб, невеликі групи в Брунеї, Сингапурі. Загальна чисельність — 5 млн осіб (перепис, 2000).
Розмовляють бугійською мовою, яка належить до індонезійських мов австронезійської мовної родини. 
За релігією бугіси — переважно мусульмани; зберігаються також пережитки анімістичних вірувань, індуїсти тощо.

## Історія, господарство і культура
Прабатьківщиною бугісів є район озер Темпе і Сіденренг. Ці території пращури бугів заселили в сер. 2-го тис. до н.е. 
В XIV —XVI ст.ст. буги створили оригінальну культуру, розвили власну писемність і національну літературу. У XVII ст. були навернуті до ісламу.
У європейській історичній літературі XVIII —XIX ст.ст. за бугісами закріпилась слава суворого і войовничого народу.
Як найчисельніша етнічна група регіону мають злачний вплив на сусідні народи.
Основні заняття — землеробство (рис, кукурудза, цукрова тростина тощо), частково тваринництво (буйволи, коні, корови, кози, вівці), морські промисли, різні ремесла, торгівля тощо.
Буги — народ стародавньої культури (мають свою писемність, фольклор, літературу тощо).
У XVII столітті бугіси були навернені в іслам.
У бугісів традиційно зберігається система з 5 гендерів.